# Julian Baggini
Julian Baggini (Folkestone, 9 september 1968) is een Britse filosoof, journalist en schrijver van meer dan twintig boeken over filosofie, gericht op een breed publiek. Naast filosofie schrijft hij over onderwerpen als atheïsme, secularisme en (nationale) identiteit. Hij publiceert regelmatig in The New York Times, The Financial Times en de The Wall Street Journal. In zijn laatste boek Hoe de wereld denkt verdiept hij zich in niet-westerse filosofie.

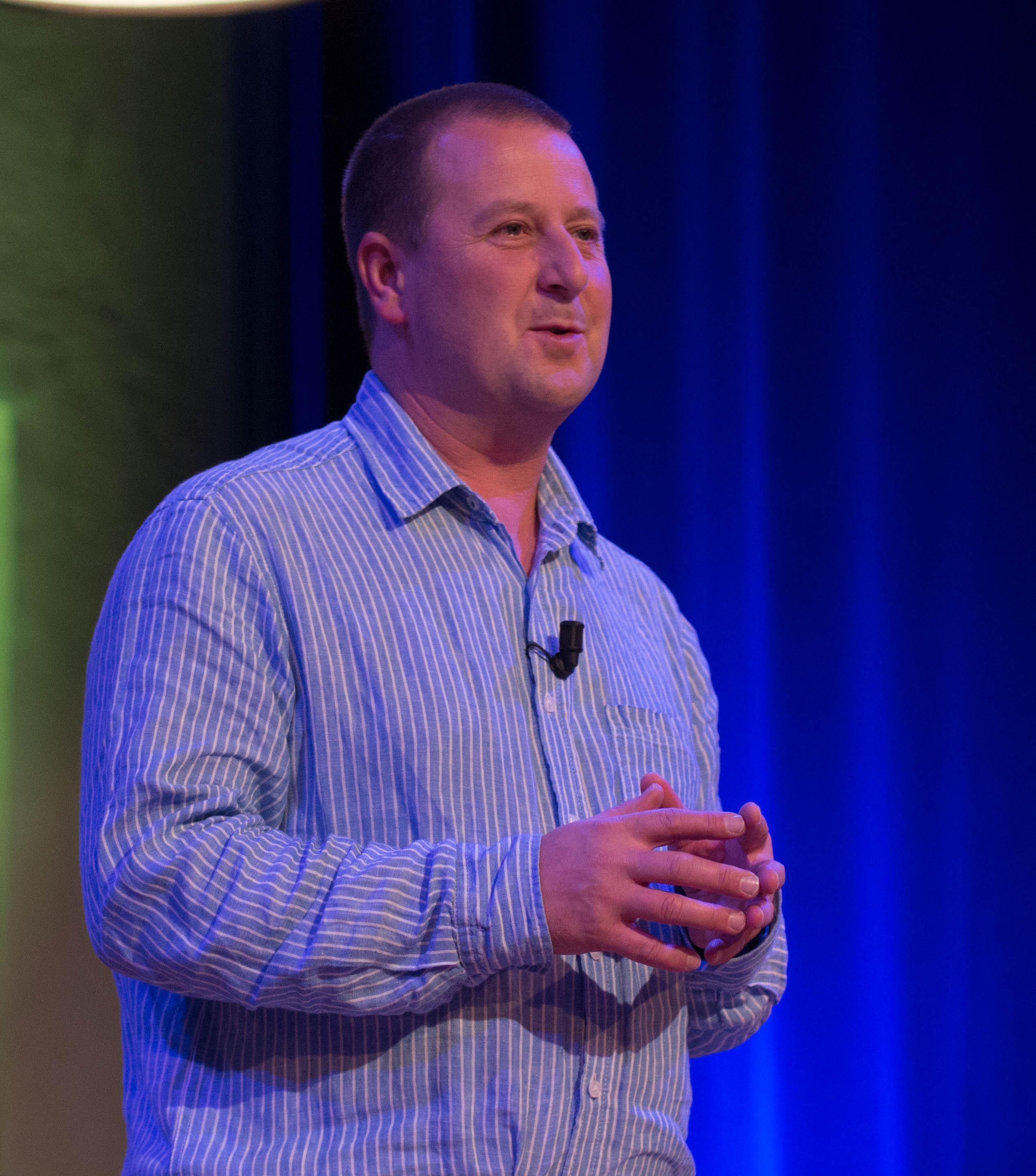

## Je ware zelf
Baggini behaalde zijn PhD filosofie in 1996 aan het University College London met een scriptie over persoonlijke identiteit. Deze thematiek werkt hij verder uit  in zijn boek The Ego Trick: What Does It Mean To Be You? (2011) . Hij  betoogt hij dat het echte zelf niet bestaat. Wie je werkelijk bent is niet te zeggen. Je persoonlijkheid ligt niet vast, maar verandert in de loop van het leven, al naargelang de omstandigheden.

Volgens Baginni is het zelfbeeld afhankelijk van meerdere factoren zoals ervaringen, wensen en innerlijke overtuigingen. Het is het verhaal over jezelf dat je aan jezelf vertelt. Tot op heden heeft de  neurowetenschap nog nooit aangetoond, dat er een centrale plek in de hersens bestaat, waar iemands persoonlijkheid ligt. Het zelf is een illusie en voortdurend in beweging. Dat is, zegt Baggini, een bevrijdende gedachte, want je bent dus niet begrensd in je mogelijkheden te veranderen en daarmee schep je voortdurend je eigen zelf.

## Hoe de wereld denkt
In Europa staat het begrip filosofie doorgaans voor de westerse wijsgerige traditie: van Socrates tot Heidegger. In How the world thinks dat in 2019 in een Nederlandse vertaling  verscheen (Hoe de wereld denkt)  wil Julian Baggini de horizon verbreden. Hij onderzoekt de filosofieën van Japan, India, China, de islamitische wereld en de verhalen in Afrika die mondeling worden overgeleverd.
Waar mogelijk bestudeerde hij authentieke geschriften en ontdekte dat teksten van Socrates en Confucius in dezelfde tijd zijn geschreven (rond 500 voor Christus). Ook Veda’s in India zijn in deze periode voor het eerst op schrift gesteld. Islamitische geleerden vertaalden Aristoteles in het Arabisch en tijdens het Islamitische gouden tijdperk (750-1250) bereikten hun geschriften Zuid-Spanje. Door de eeuwen heen was er voortdurend sprake van handel tussen de verschillende continenten en daarmee  een uitwisseling van ideeën.

Het eerste deel van Hoe de wereld denkt  is gewijd aan de verwerving en interpretatie van kennis. Vervolgens behandelt Baggini grote thema’s als tijd, lot, eenheid en leegte. In het laatste gedeelte staat het mensbeeld centraal en het de vraag naar het goede en het kwade in de mens zelf.

Hij bepleit om, zonder vooroordelen, een blik te werpen op de niet-westerse filosofie en cultuur (hij gebruikt de begrippen door elkaar heen). Daarbij vindt hij het niet zinvol om het westerse denken als uitgangspunt en norm te beschouwen. De ideeënleer uit Azië is evenmin exotisch, alsof op dat continent een ander mensensoort huist. Ten slotte waarschuwt hij voor essentialisme, in die zin dat er maar één manier van denken zou zijn. Hij ziet een bonte verscheidenheid in culturen, die zelf ook voortdurend veranderen.
Wat bij de ene samenleving nadruk krijgt, figureert bij een andere meer op de achtergrond . Binnen de westerse denktraditie ligt de nadruk op logica en individualisme. In India voeren karma en hiërarchie de boventoon. 

Tijdens zijn reizen door China zag hij hoe sterk het streven naar harmonie leeft. Harmonie betekent in dit land, volgens de filosoof, geen eenvormigheid maar samenhang.  Zoals de bouwstenen van een huis die samen het geheel vormen. Verschillen zijn toegestaan, maar bovenal staat de wens om de Chinese maatschappij bij elkaar te houden. Denken vanuit hiërarchie en autoriteit is normaal. Mensen in Oost-Azië zijn gewend aan superieuren te gehoorzamen en zich aan te passen aan de regels van bovenaf. Binnen China gaan democratie, mensenrechten en individuele vrijheid niet samen in deze eenpartijstaat. Daarvoor is de angst voor het uiteenvallen van het immense land te groot.

In de Japanse filosofie constateert Baggini een eigen invulling van de vraag, wat het betekent om mens te zijn. Met betrekking tot identiteit en het zelf is aanpassing aan de groep (conformisme) de norm, De Japanner bestaat niet als op zich staand individu, maar altijd in relatie tot de anderen. Het is geen gedwongen aanpassing, maar vrijwillig gedrag bedoeld om een ander individu, een groep of de gehele samenleving te dienen.
In de Westerse wereld staat het individu centraal. De westerse mens is een atoom, een cel, die vooral op zichzelf betrokken is. Toen Baggini door de straten van Tokio liep, maakte hij zich breed met de schouders naar achteren en zorgde voor ruimte voor zichzelf. Totdat hij zag dat, in de altijd volle metrotreinen, iedereen automatisch plaats maakte voor een ander.
Hij schreef Hoe de wereld denkt uit een behoefte aan openheid over denkbeelden wereldwijd. Tegen het optrekken van muren tussen landen en het terugtrekken in het eigen gelijk. Baggini gebruikt de metafoor van een mengpaneel om verschillende muziekinstrumenten op te nemen. Verschillende culturen zoeken door aan de knoppen te draaien naar een juiste balans binnen hun eigen normen en waarden.

## Boeken in Nederlandse vertaling
- Deugden van de tafel (2014)
- Herwonnen vrijheid (De mogelijkheid van een vrije wil) (2015)
- Een kleine geschiedenis van de waarheid (2018)
- Hoe de wereld denkt (2019)
- Een evangelie zonder God (verschijnt september 2020)

- Bibsys: 2098269
- Biblioteca Nacional de España: XX1689356
- Bibliothèque nationale de France: cb14444346b (data)
- Catàleg d'autoritats de noms i títols de Catalunya: 981058511628106706
- CiNii: DA15196223
- Gemeinsame Normdatei: 129831549
- International Standard Name Identifier: 0000 0001 0919 2430
- Library of Congress Control Number: n2001093240
- Nationale Bibliotheek van Letland: 000128105
- Bibliotheek van het Japanse parlement: 01046212
- Nationale Bibliotheek van Tsjechië: jo2007416230
- Nationale Bibliotheek van Israël: 987007258140705171
- Nationale Bibliotheek van Polen: a0000002385590
- Nationale en Universitaire bibliotheek Zagreb: 000437959
- Nederlandse Thesaurus van Auteursnamen: 244756732
- Réseau des bibliothèques de Suisse occidentale: 02-A009023955
- Istituto Centrale per il Catalogo Unico: TO0V453810
- LIBRIS: 399892
- Système universitaire de documentation: 075910500
- Virtual International Authority File: 79182873
- WorldCat: E39PBJjRWPVQTCDptPffBxrjG3